# Willingham (Cambridgeshire)
Pour les articles homonymes, voir Willingham.
Willingham est une paroisse civile et un village du Cambridgeshire, en Angleterre.